# ドラグティン・ゴルヤノヴィッチ＝クランベルガー

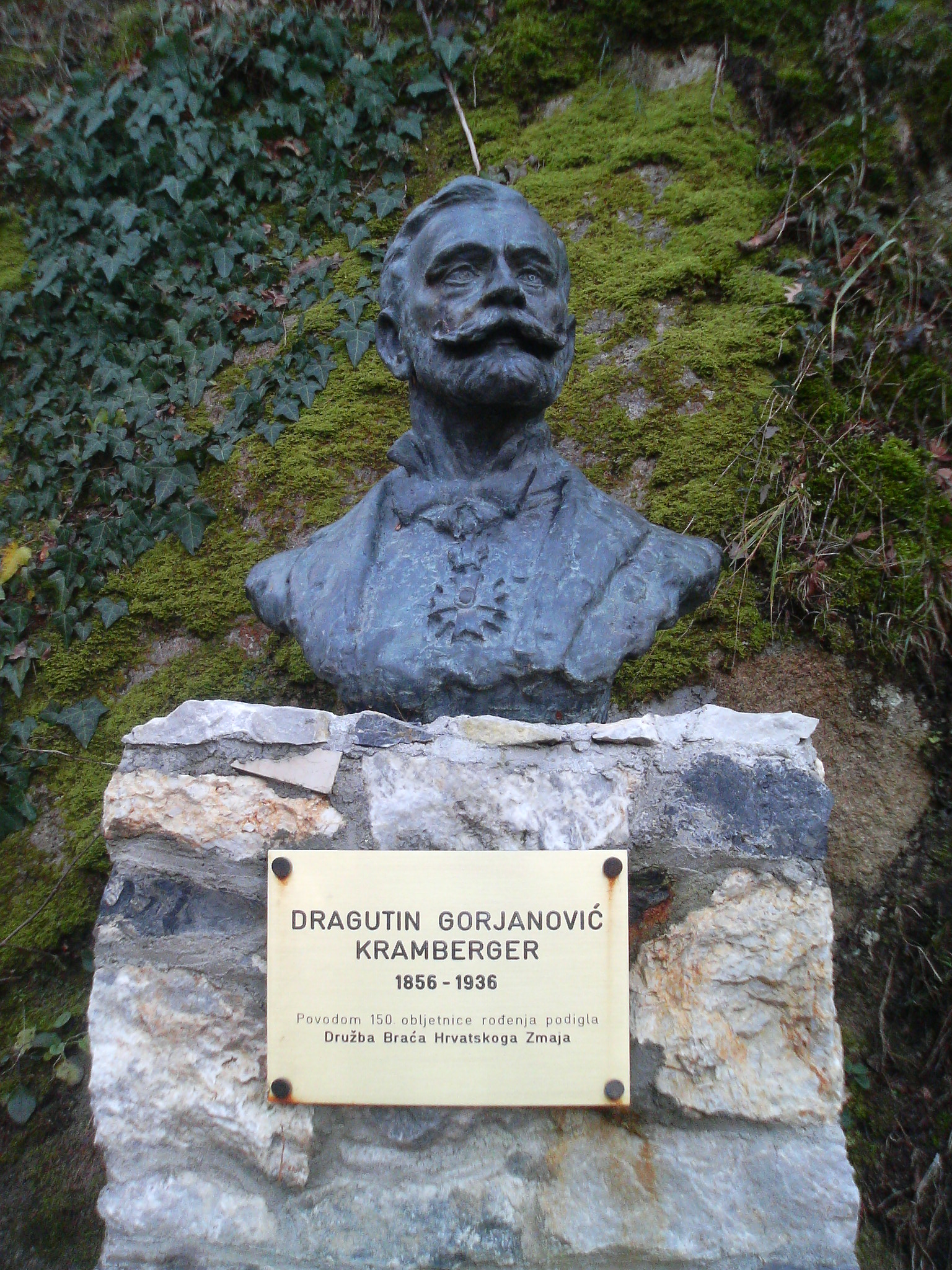
ドラグティン・ゴルヤノヴィッチ＝クランベルガー

ドラグティン・ゴルヤノヴィッチ＝クランベルガー（クロアチア語Dragutin Gorjanović-Kramberger, 1856年10月25日 - 1936年12月24日）はクロアチアの地質学、古生物学、考古学の学者。

## 生涯
ゴルヤノヴィッチはザグレブで靴屋兼旅籠屋を営んでいたマティーヤ・クランベルガーと寡婦のテレジヤ・ドゥシェックの間に生まれた一人息子であった。年少期、隣に住む国立博物館の薬剤師で剥製師であるスラヴォ・ウォルマスティーニが所有する「博物館｣という本を読み、郵便局員のゲンナーが収集していた魚の化石を調べるなど博物学に夢中であった。
学校に通い始めると当時としては高度な学校である師範学校へ進学、さらにチューリッヒ大学へと進学した。後にミュンヘン大学へ移り、カール・チッテル（Karl Zittel）の元で古生物学の研究を始めた。1879年、23歳の時、カルパティア山脈における魚類化石の研究により、テュービンゲン大学より自然科学博士号を受けた。
その後、クランベルガーはクロアチアへ帰国、政府の教育資金を獲得してウィーンで地質学や古生物学をさらに学ぶことになる。1880年、再びクロアチアへ帰国するとザグレブの国立博物館に就職、鉱物学、地質学部門の主事となり、翌年にはチェコ出身のエミリヤ・ブリヤンと結婚した。
1881年、民族意識がクロアチア内で高まりを見せ始めるとドイツ系の姓であるクランベルガーにクロアチア系の姓であるゴルヤノヴィッチを追加、これ以降、クロアチアの同僚や部下らには「ゴルヤノヴィッチ」と呼ばれるようになる。彼は博物館に就職後、精力的な活動を行い、フィールドワーク、化石魚類に関する科学論文の発表を行い、時にはクロアチア地質調査局設立やザグレブ市内の水道管整備計画にも参加した。そしてさらにクロアチア博物学会、山岳会を設立してザグレブ大学 (en) の教授に任命され1892年、芸術・科学アカデミー (en) の準会員になると翌年には博物館の部長となった。

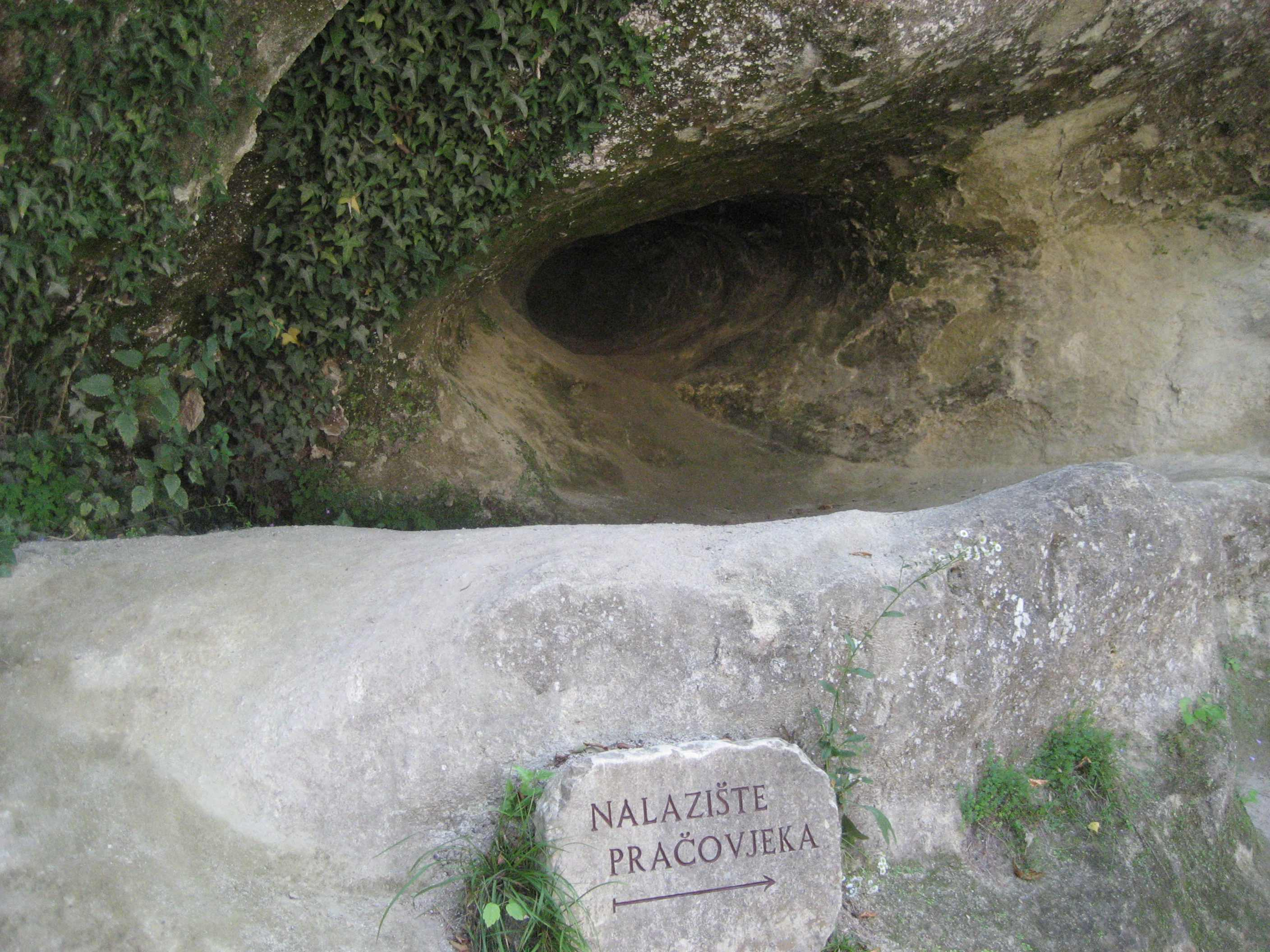
ネアンデルタール博物館、クロアチア

1890年代末、ゴルヤノヴィッチの名声はクロアチアで鳴り響き、さらにはヨーロッパ各地でも古生物学者、解剖学者として知られていた。1899年、ゴルヤノヴィッチはサイやギュウの化石が発見されたクラピナへ向かった。そこにな建築用砂採集場として長年使用された洞穴があったが、そこに到着したゴルヤノヴィッチはそこが貴重な遺蹟であることに気づいた。
9月、ゴルヤノヴィッチは助手で学生のステパン・オステルマンを連れて洞穴の発掘を開始、地層を9段階に分けた上でさらにそれぞれの文化層へ再分割、綿密で計画的な発掘を行なった。これは当時の一般的な発掘基準よりも高度なものであり、発見物に層位学的一を示す番号をつけ、地質学的区画とスケッチはノートへ記録、ゴルヤノヴィッチ、もしくはオステルマンのどちらかが監督を行なうようにしていた。
発掘開始から33日目、絶滅した哺乳類、石器、炉の後のほかに人間の化石が発見された。ゴルヤノヴィッチは当初、これをホモ・サピエンスと判断していたが、これはネアンデルタール人のものであった。ゴルヤノヴィッチはここで出土した人間の骨を小さな破片に至るまで確認していたため、脊椎、肋骨、手足の骨などの細かい破片が集められた。
ゴルヤノヴィッチはこれを元にムスティエ文化に関わる人間の化石を発見したことを発表したが、人間の化石の分析に慣れていないゴルヤノヴィッチはいくつかの批判を浴びた。1899年12月16日、これらの成果を得たゴルヤノヴィッチはクロアチア芸術・科学アカデミーで公演を行い、ラ＝ノレット、シプカにおいて発見された人類の化石について発表した。その後、研究に専念できる状況を得るとウィーン、ブダペストにあった現人種類の骨格を徹底的に調査、フッ素年代決定法や当時発見されたばかりのX線を用いた調査まで行なった。
1900年、ゴルヤノヴィッチは再度、発掘を行ったが、翌年、結核に罹患したため休まざるを得なかった。1902年、発掘はオステルマンによって再開されていたが、ゴルヤノヴィッチは1903年夏まで戻る事ができなかったが、発掘調査は1905年まで続けられた。

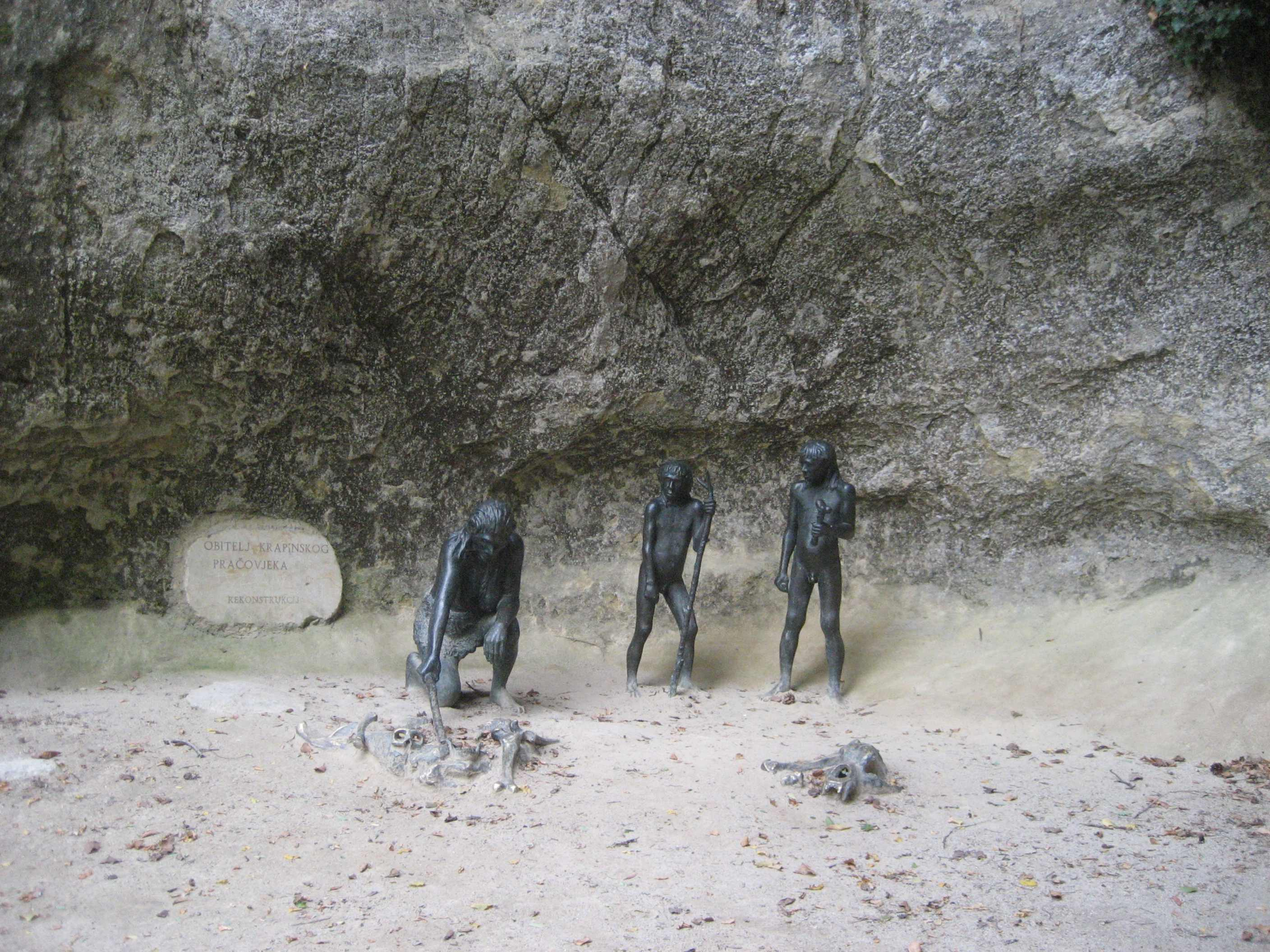
ネアンデルタール人の像

1900年、ドイツの人類学者ヨハネス・ランケ（de）の反対にも関わらず『ドイツ人類学 -民俗学- 先史学会通信』に掲載され、ウィーンで発行される雑誌にも掲載され、多くの人類学者や解剖学者から質問の手紙を受ける事になった。しかし、この掲載により、ゴルヤノヴィッチの資料分析能力や資料の重要性を理解できていないと考える人類学者や解剖学者からは化石の現物を送るよう要請した例も発生した。また、ゴルヤノヴィッチを訪れた学者も居り、その中でもハイデルベルク大学のヘルマン・クラーチは最初に訪ねた一人であり、頭骨の修復を手伝っている。
1906年、ゴルヤノヴィッチは『クロアチア、クラピナ出土の洪積期人』をドイツ語で出版した。この論文にはネアンデルタール人の化石についての記述だけではなく、地質学的、層位学的資料、考古学の扱う遺物、動物の骨に関する論考が記載されており、ゴルヤノヴィッチはこれらのものがムスティエ文化期間のものであるという考えを発表した。
1907年、オーストリア＝ハンガリー帝国の宮廷顧問に任命されると皇帝フランツ・ヨーゼフ1世により金鎖賞を与えられた。その後、ゴルヤノヴィッチはニュルンベルク、ウィーン、フランクフルト、ケルン、ブリュッセル、ストラスブール、ブダペスト、ミュンヘンで公演を行なった。そしてゴルヤノヴィッチはさらに精力的な活動を行い、その研究の発表を行なった。

## 死後
ゴルヤノヴィッチの死後、アメリカの学者フレッド・スミスはユーゴスラビアを訪れ、ゴルヤノヴィッチのザグレブ博物館へ向かい、ゴルヤノヴィッチの発掘したネアンデルタール人の骨に面会している。後に彼はゴルヤノヴィッチの出版物をクロアチア語から翻訳を行い、世界に紹介したが、これはゴルヤノヴィッチの発掘と記録に関する混乱を一部ではあるが解決することになった。